# Miconia quadrialata
Miconia quadrialata är en tvåhjärtbladig växtart som beskrevs av Susanne Sabine Renner och S.Beck. Miconia quadrialata ingår i släktet Miconia och familjen Melastomataceae.
Artens utbredningsområde är Bolivia. Inga underarter finns listade i Catalogue of Life.